# Piet Esser
Vincent Pieter Semeyn (Piet) Esser (Baarn, 9 maart 1914 – Leeuwarden, 19 november 2004) was een Nederlandse beeldhouwer.

## Leven en werk

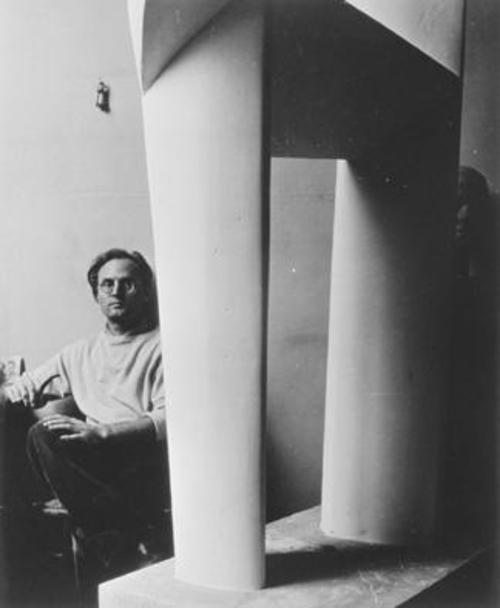
Piet Esser (ca. 1950)

Esser volgde van 1934 tot 1939 lessen bij Jan Bronner aan de Rijksakademie van beeldende kunsten in Amsterdam. In 1938 won hij een zilveren medaille van de Prix de Rome. Hij was als opvolger van Bronner van 1947 tot 1979 hoogleraar aan de Rijksakademie in Amsterdam. Bekende leerlingen van Esser waren Jan Wolkers, René van Seumeren en Jon Gardella.
Esser kan worden beschouwd als een van de belangrijkste Nederlandse portretbeeldhouwers van de twintigste eeuw en is tevens van grote betekenis geweest voor de Nederlandse penningkunst. Hij leidde daarin tientallen kunstenaars op.
In 1956 werd Esser gelauwerd met de Prijs van de Stichting Kunstenaarsverzet 1942-1945. Hij wordt gerekend tot de Groep van de figuratieve abstractie.
Zijn portret van Charlotte van Pallandt wordt als een van de beste uit zijn oeuvre gezien. Zelf vond hij zijn portretten van Jan Buijs en Else Mauhs het meest geslaagd.
Esser was gehuwd met de aquarelliste Dora Esser-Wellensiek.

## Werken (selectie)

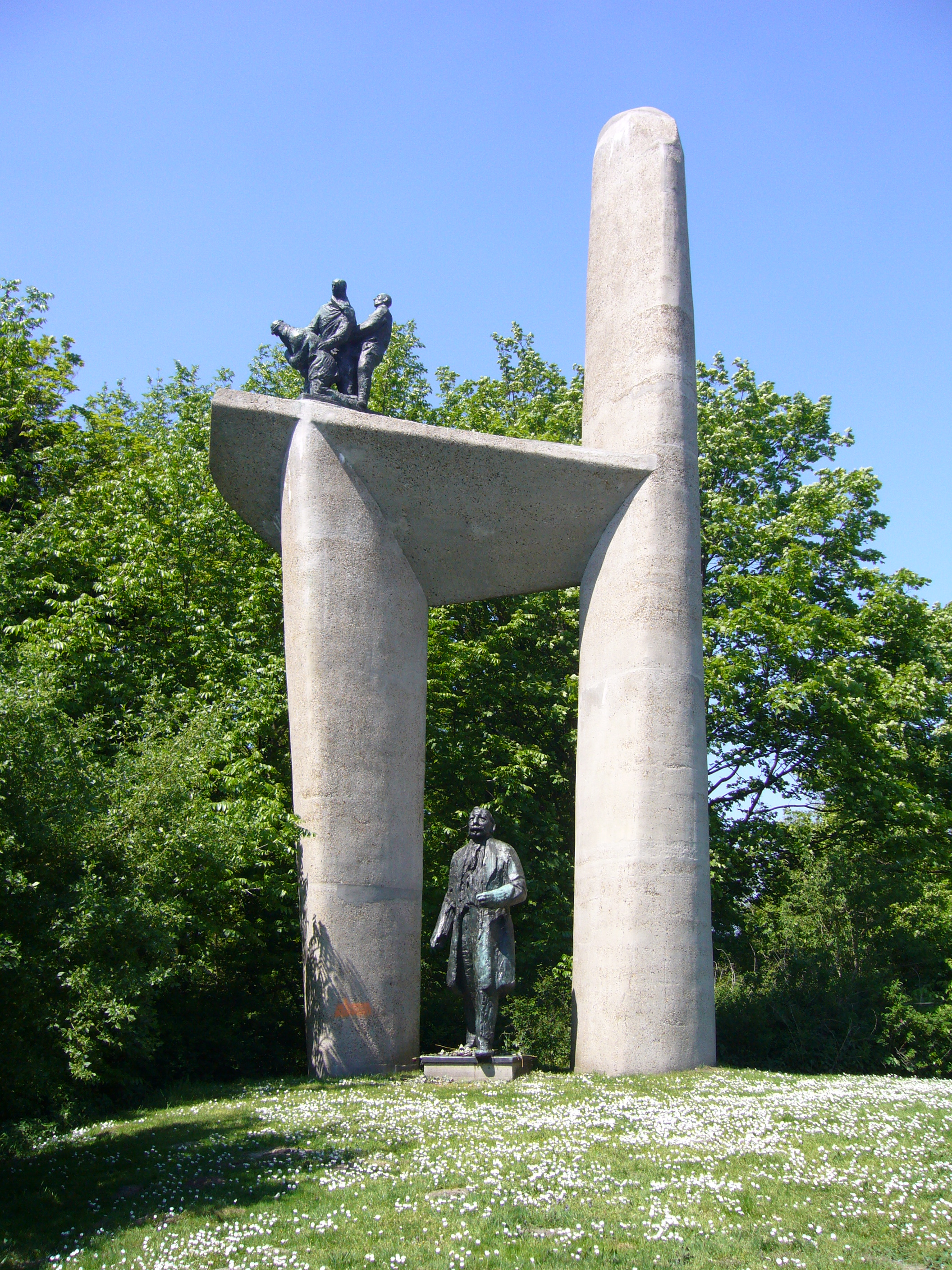
Troelstra monument in het Westbroekpark, Den Haag

- Beeld op het Mausoleum op de Paasberg, Ede (1947)
- Portret in gips van schilder Ro Mogendorff (1949)
- Verzetsmonument van Hilversum (1949), Hilversum
- Troelstra-monument (1953), Westbroekpark, Den Haag
- Watersnood 1953 in het beeldenpark van Museum Boijmans van Beuningen, Rotterdam (1957)
- Schaatsrijder aan het Camminghaplantsoen, Utrecht (1961)
- Bredero-monument aan de Nieuwmarkt, Amsterdam (scène uit Spaanschen Brabander) (1968)
- Icarus (1974), Beeldenpark Kunstmuseum Den Haag, Den Haag
- De barmhartige Samaritaan (1976) Zwaardemakerlaan, Utrecht
- Beeld Cornelis Lely op de Zuil van Lely, Lelystad (1984, geplaatst 2002): het beeld is in 2003 op verzoek van de kunstenaar weer verwijderd en staat nu bij het Nieuw Land Erfgoedcentrum aan de Lelybaan, Lelystad.

## Fotogalerij

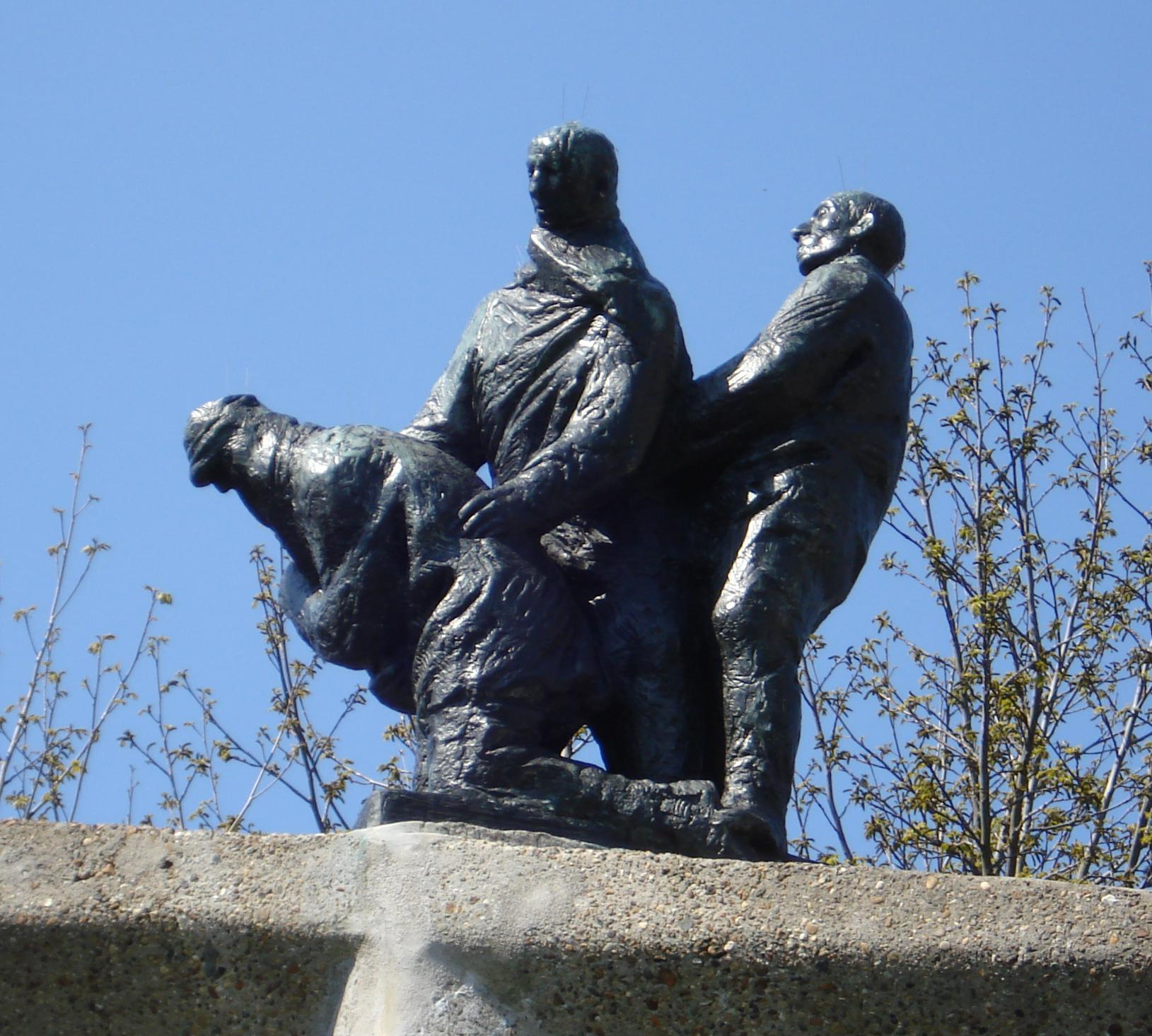
Detail Troelstramonument (1953), Den Haag
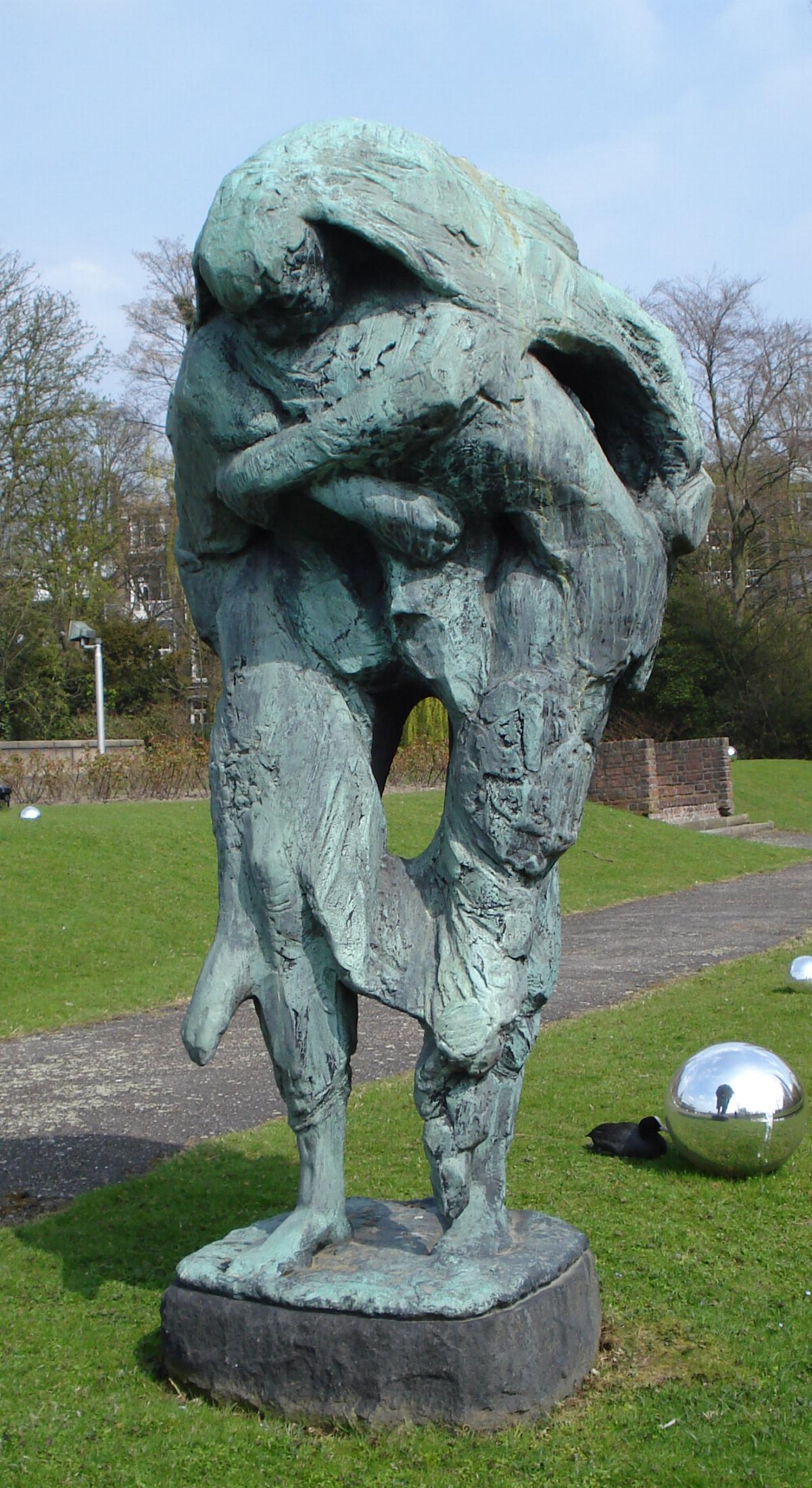
Watersnood (1957), Rotterdam
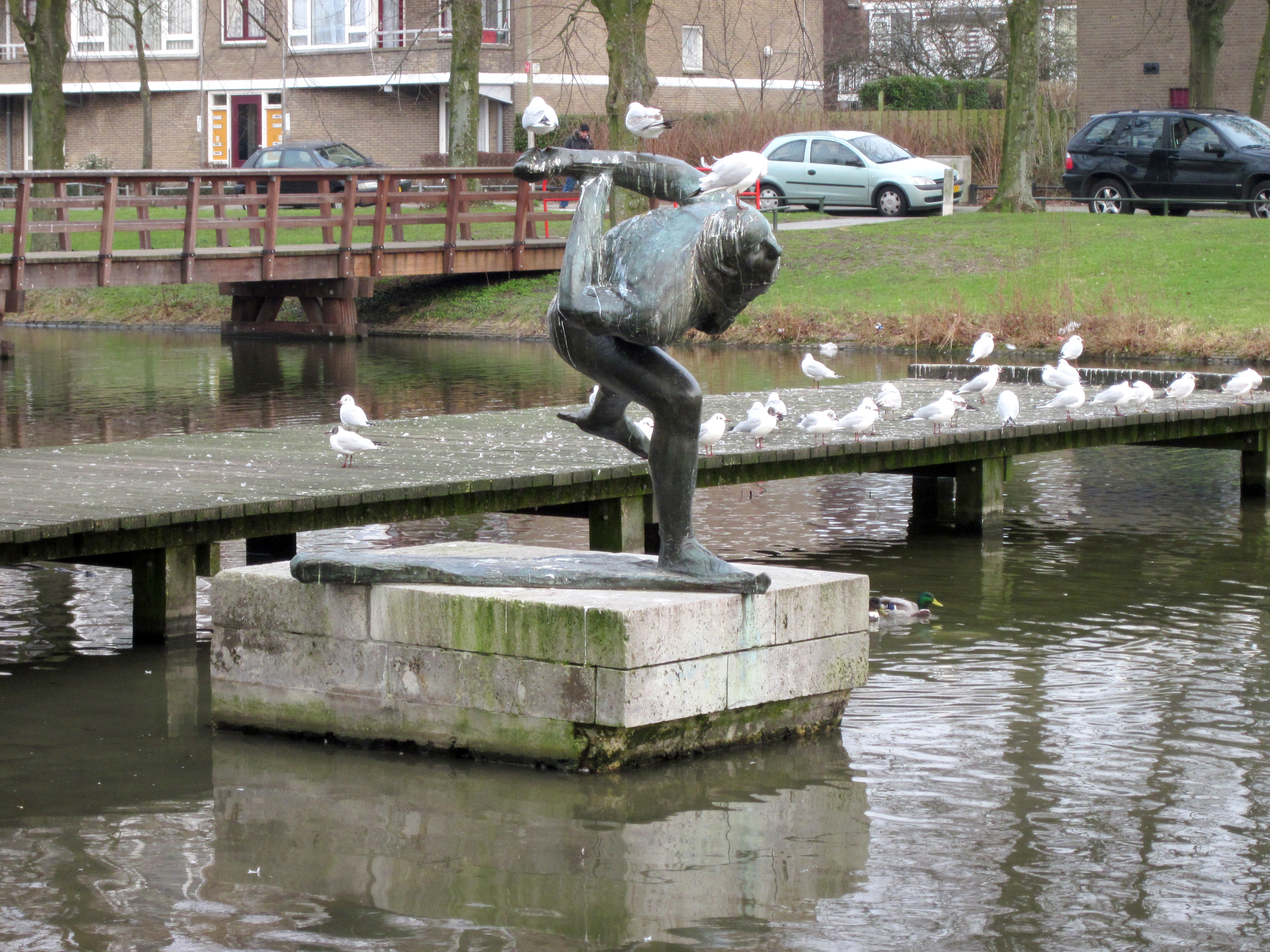
De schaatsenrijder (1961), Utrecht
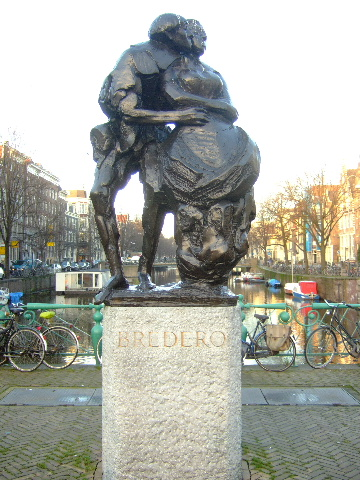
Bredero-monument (1968), Amsterdam
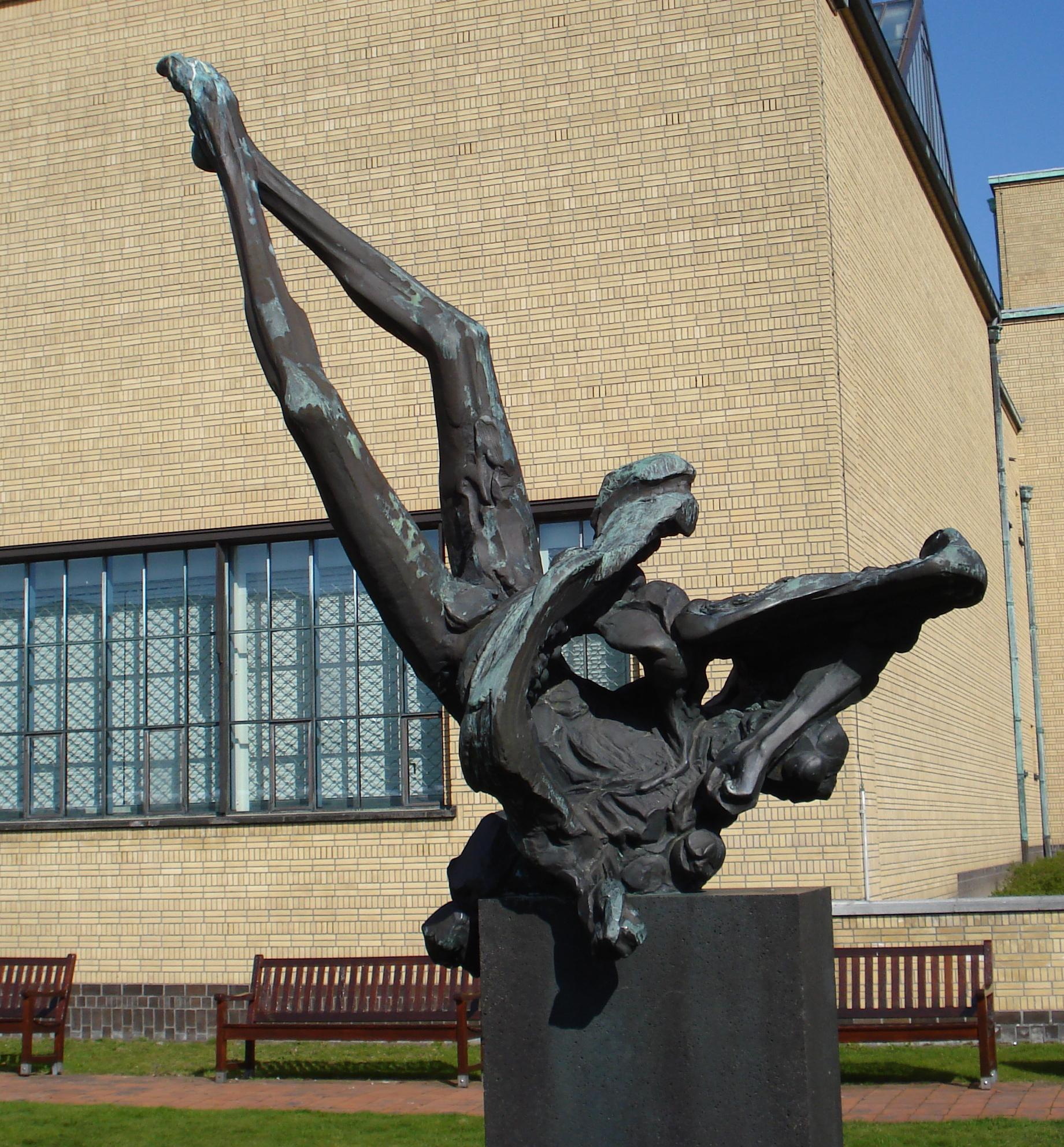
Icarus (1974), Den Haag
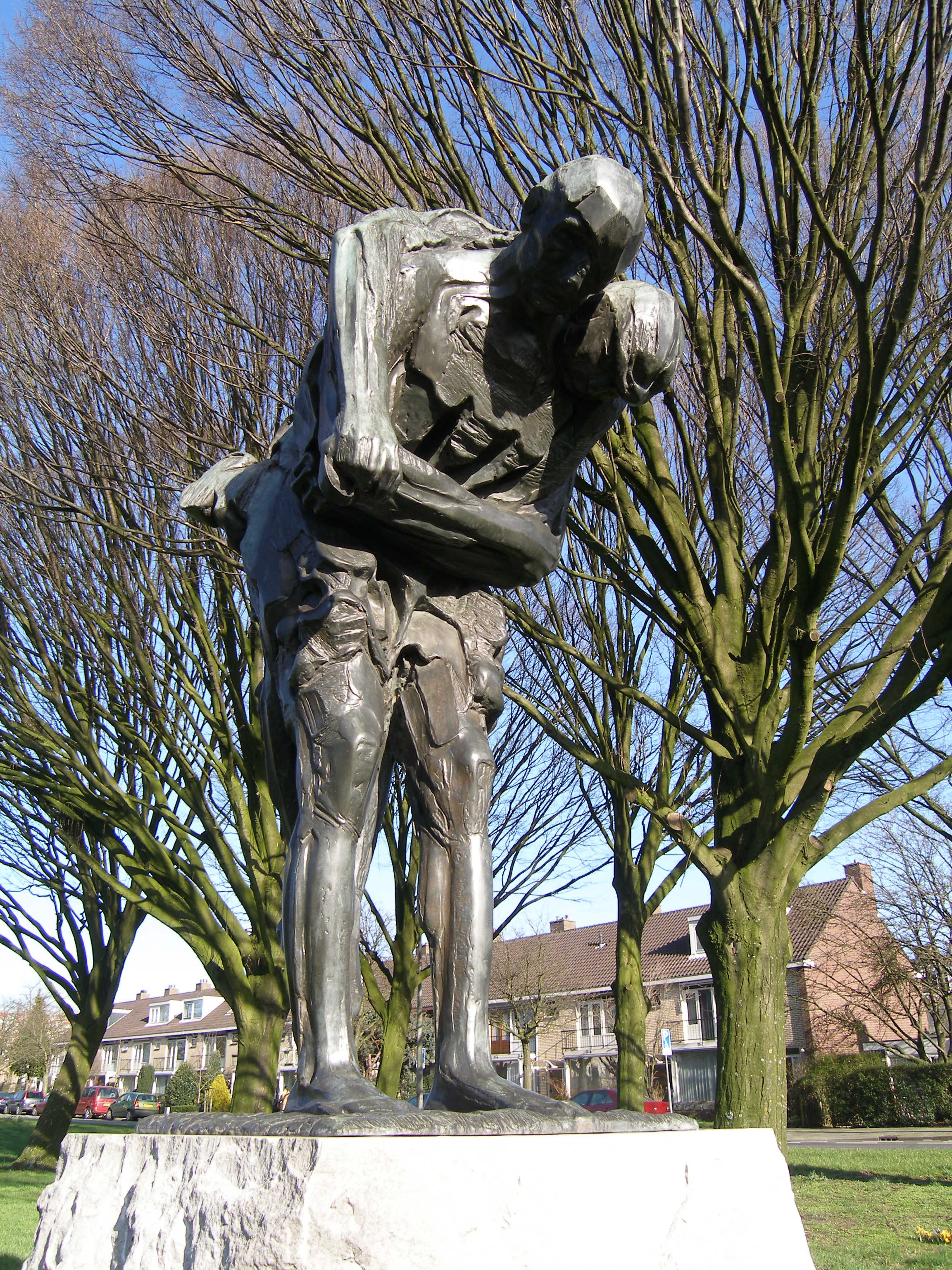
Barmhartige Samaritaan (1976), Utrecht
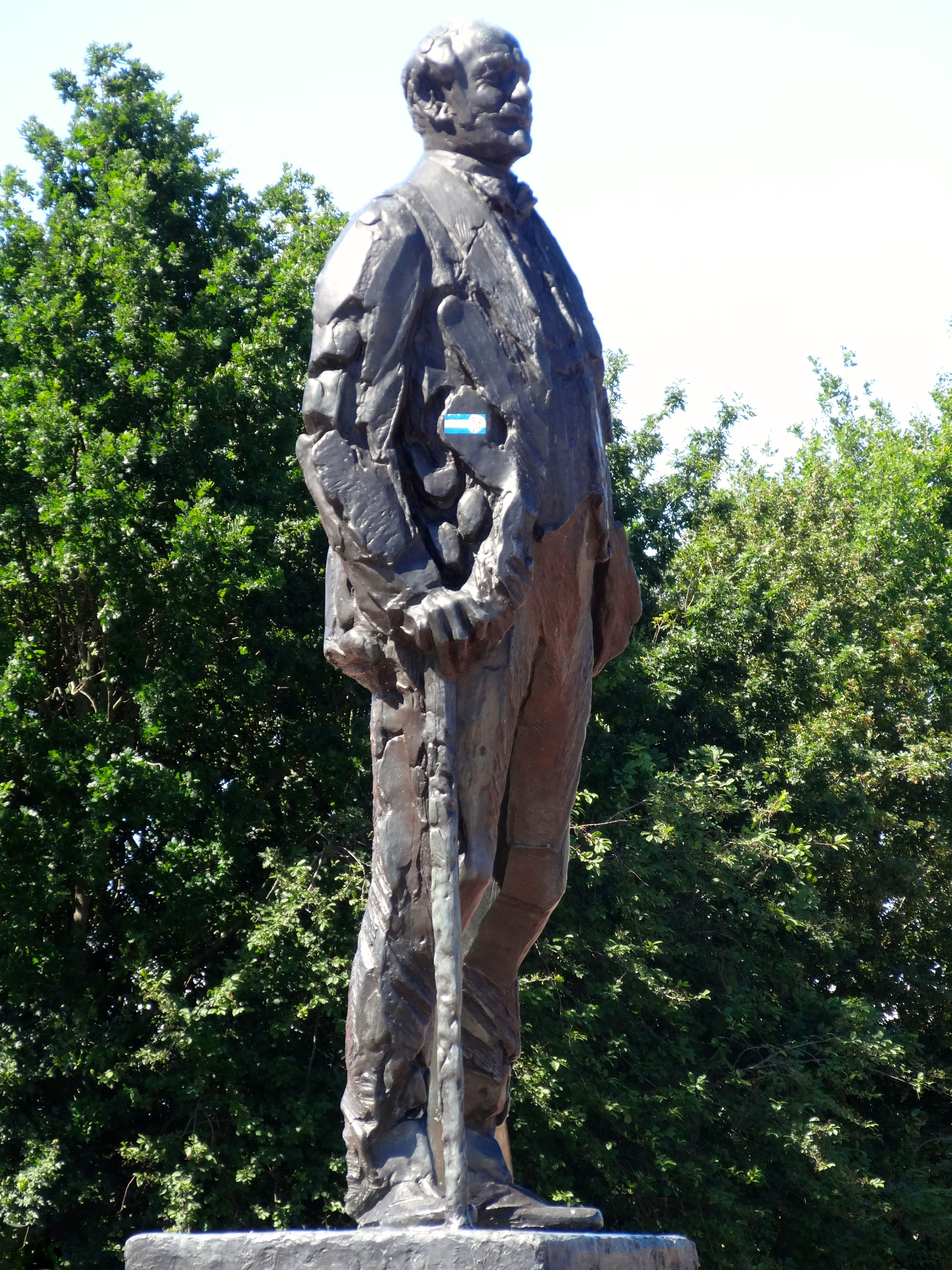
Ir. Cornelis Lely (1984), Lelystad